# Vaie
Vaie (arpità Vàjes) és un municipi italià, situat a la ciutat metropolitana de Torí, a la regió del Piemont. L'any 2007 tenia 1.349 habitants. Està situat a la Vall de Susa, una de les Valls arpitanes del Piemont. Limita amb els municipis de Chiusa di San Michele, Coazze, Condove i Sant'Antonino di Susa.

## Administració
| Període | Identitat         | Partit        |
| ------- | ----------------- | ------------- |
| 2004-   | Lionello Gioberto | Llista cívica |